# Hammondorgel
Et hammondorgel er et elorgel designet af Laurens Hammond i april 1935. Selv om hammondorglet oprindeligt blev solgt til kirker som et billigt alternativ til pibeorgler, blev det hurtigt et populært instrument blandt jazz-, blues- og i mindre grad rockmusikere. Orglet blev brugt meget i amerikanske militærkirker under og efter 2. verdenskrig.
Som i Thaddeus Cahills tidligere telharmonium bliver toner genereret af mekaniske tonehjul, som drejede under elektromagnetiske pick-upper. Da tonerne blev genereret mekanisk, kan et Hammondorgel betragtes som et elektrisk snarere end elektronisk orgel.
Roterende højtalere udviklet af Donald Leslie bliver tit og ofte brugt sammen med hammondorgler for at give den meget unikke Leslie-Hammond-lyd. Dette selv om Leslie oprindeligt var et konkurrerende firma, som Hammond helst ville se gå fallit.
B-3-modellen var og er den mest eftertragtede, selv om C-3-modellen kun er anderledes i udseende. Hammondorgler kan opdeles i to grupper: console-modellerne (såsom B-3, C-3, og A-100), som har 61 tangenter, og spinet-modellerne (så som L-100 og M-100), som kun har 44 tangenter. De fleste hammondorgler har ikke et komplet sæt pedaler, hvilket oprindeligt skyldtes, at orglet skulle værre billigt og småt.
Det er dog ikke alle orgler lavet af Hammond-firmaet, der er af denne type. Der blev også produceret en mængde billigere, elektroniske orgler såsom J-100-modellen. Disse modeller har ikke den unikke Hammond-sound.
Moderne keyboards og samplere kan efterligne et hammondorgel med meget stor lighed, dog er de originale elektro-mekaniske hammondorgler meget værdsatte for deres udseende og er stadig meget eftertragtede.